# Ласло Краснахоркаи
Ласло Краснахоркаи  (мађ. Krasznahorkai László; Ђула, 5. јануар 1954) мађарски је романописац и сценариста. Познат је по тешким и захтевним романима, често називаним постмодерним, са дистопијским и меланхоличним темама. Неколико његових дела, посебно његови романи Сатантанго (Sátántangó, 1985) и Меланхолија отпора (Az ellenállás melankóliája, 1989), претворени су у игране филмове мађарског филмског редитеља Беле Тара.

## Биографија

### Рани живот и образовање
Ласло Краснахоркаије рођен у Ђули у Мађарској 5. јануара 1954. у јеврејској породици средње класе по очевој страни. Његов отац György Krasznahorkai  је био адвокат, а његова мајка Júlia Pálinkás  администратор социјалног осигурања.
Ласло Краснахоркаи је 1972. године завршио средњу школу "Еркел Ференц" где је специјализирао латински језик. Од 1973. до 1976. студирао је право на Универзитету "Јожеф Атила" (од 1999. Универзитет у Сегедину ), а од 1976. до 1978. на Универзитету Eötvös Loránd (ELTE) у Будимпешти. Од 1978. до 1983. студирао је мађарски језик и књижевност на ELTE-у, дипломирао је тезу о раду и искуствима писца и новинара Шандора Мараија (1900–1989) након што је побегао од комунистичког режима 1948. (Мараи је живео у егзилу у Италији, а касније у Сан Дијегу, Калифорнија). Током својих година као студент књижевности, Краснахоркаи је радио у издавачкој компанији Gondolat Könyvkiadó.

### Каријера писца
Од завршетка универзитетских студија, Ласло Краснахоркаи се изјашњава као самостални аутор. Године 1985. његов дебитантски роман Сатантанго постигао је успех и одмах је гурнут у први план мађарског књижевног живота. Књига је дистопијски роман смештена у његову домовину Мађарску и сматра се његовим најпознатијим делом. Добио је награду за најбољу преведену књигу на енглеском 2013.
Први пут је путовао изван комунистичке Мађарске 1987. године, провевши годину дана у Западном Берлину као прималац DAAD стипендије. Од распада Совјетског блока, живео је на разним локацијама. 1990. године, по први пут, могао је да проведе значајан период у источној Азији. Ослонио се на своја искуства у Монголији и Кини у писању Заробљеника из Урге и Разарања и Туге испод небеса. Више пута се враћао у Кину.
Његов роман Меланхолија отпора добио је 1993. немачку награду Bestenliste за најбоље књижевно дело године. Године 1996. био је гост Wissenschaftskolleg-у Берлину. Док је довршавао роман Рат и рат, путовао је много по Европи. Амерички песник Ален Гинзберг био је од велике помоћи у довршавању дела; Краснахоркаи је неко време боравио у Гинзберговом стану у Њујорку и описао је песников пријатељски савет као вредан у оживљавању књиге.
Током 1996, 2000. и 2005. провео је шест месеци у Кјоту. Његов додир са естетиком и теоријом књижевности Далеког истока резултирао је значајним променама у његовом стилу писања и распоређеним темама. Често се враћао и у Немачку и у Мађарску, али је такође провео неко време у неколико других земаља, укључујући Сједињене Државе, Шпанију, Грчку и Јапан, које су пружиле инспирацију за његов роман Seiobo járt odalent, који је освојио Награда за најбољу преведену књигу у 2014.
Почевши од 1985. године, реномирани редитељ и ауторов добар пријатељ Бела Тар снимао је филмове скоро искључиво засноване на делима Краснахоркаиа, укључујући Сатантанго и Werckmeister harmóniák (Веркмајстерове хармоније) Ласло Краснахоркаи је рекао да ће филм Торински коњ из 2011. бити њихова последња сарадња.
Краснахоркаи је добио међународно признање критичара. Сузан Сонтаг га је описала као "савременог мађарског мајстора апокалипсе који инспирише поређење са Гогољем и Мелвилом". В. Г. Зебалд је приметио: „Универзалност Краснахоркаијеве визије парира оној Гогољевих Мртвих душа и далеко превазилази све мање бриге савременог писања. Године 2015. добио је Међународну Букер награду, први мађарски аутор који је награђен том наградом.

### Лични живот
Након што је неколико година боравио у Берлину, у Немачкој, где је шест месеци био гостујући професор С. Фишера на Слободном универзитету у Берлину, Краснахоркаи борави „као пустињак у брдима Сентласло“ у Мађарској. Након развода од своје прве жене Anikó Pelyhe, са којом се оженио 1990. године, оженио се по други пут 1997. године. Dóra Kopcsányi, друга жена је синолог и графички дизајнер. Има троје деце: Кату, Агнес и Ему.

## Почасти и награде
Краснахоркаи је награђен бројним књижевним наградама, међу којима су највиша награда мађарске државе, Кошутова награда и Међународна Букер награда за своје дело преведено на енглески језик.
- 2021: Аустријска државна награда за европску књижевност
- 2020: Literature.gr Phrase of the Year Prize 2018
- 2019: Национална књижевна награда за преводну књижевност (САД) за Повратак кући Барона Венкхајма [16]
- 2017: Aegon Art Award за Повратак кући барона Венкхајма (Мађарска)
- 2015: Међународна Букер награда [17]
- 2015: Dorothy and Lewis B. Cullman Центар за научнике и писце из Њујоршке јавне библиотеке.[18]
- 2014: Vilenica Prize (Међународни књижевни фестивал Виленица, Словенија)
- 2014: Награда за најбољу преведену књигу - добитник Ottilie Mulzet за превод романа Seiobo járt odalent. Први аутор који је освојио две БТБА награде.[19]
- 2014: Америчка награда за животни допринос међународном писању
- 2013: Награда за најбољу преведену књигу - добитник Ђорђе Сиртеш за превод романа Сатантанго.[20]
- 2012: Prima Primissima Prize (Будимпешта, Мађарска)
- 2010: Brücke-Berlin Prize (Берлин, Немачка) за Seiobo járt odalent
- 2010: Spycher-Prize (Леук, Швајцарска) за његов комплетан рад, али посебно за From the North a Mountain...[21]
- 2009: Награда Друштва књижевника (Будимпешта, Мађарска)
- 2008: Награда за мађарско наслеђе (Будимпешта, Мађарска)
- 2007: Номинован за награду Жан Моне (Француска)
- 2004: Кошутова награда (Мађарска)
- 2003: Награда Сорош фондације
- 2002: Лауреат Републике Мађарске (Magyar Köztársaság Babérkoszorúja)
- 1998: Награда Мараи Шандор (Мађарско Министарство просвете и културе)
- 1993: Награда Круди Гиула (Мађарска)
- 1993: Бестенлисте-Награда (Баден-Баден, Немачка) за Меланхолију отпора
- 1992: Награда Дери Тибор (Мађарска)
- 1987–1988: DAAD Fellowship (Западни Берлин, Савезна Република Немачка)
- 1987: Награда Јожеф Атила (Мађарска)
- 1987: Награда Mikes Kelemen Kör (Холандија)

## Дела

### Романи
- 1985: Сатантанго (Sátántangó)
- 1989: Меланхолија отпора (Az ellenállás melankóliája)
- 1992: Заробљеник из Урге (Az urgai fogoly)
- 1999: Рат и рат (Háború és háború)
- 2004: Уништење и туга испод небеса (Rombolás és bánat az Ég alatt)
- 2008: Seiobo járt odalent
- 2016: Повратак кући барона Венкхајма (Báró Wenckheim hazatér)
- 2021: Herscht 07769
- 2021: Seiobo járt odalent

### Новеле
- 2003: Планина на север, језеро на југ, путеви на запад, река на исток (Északról hegy, Délről tó, Nyugatról utak, Keletről folyó)
- 2009: Последњи вук (Az utolsó farkas)
- 2018: Aprómunka egy palotaért
- 2019: Mindig Homérosznak

### Збирке кратких прича
- 1986: Односи милости (Kegyelmi viszonyok))
- 2013: Свет иде даље (Megy a világ).

### Есеји, интервјуи и други радови
- 1993: Универзални Тезеј (A Théseus-általános), три измишљена предавања,  укључен у The World Goes On
- 2001: Вече у шест: Неки бесплатни говори на отварању изложбе (Este hat; néhány szabad megnyitás), есеји
- 2003: Краснахоркаи: Разговори (Krasznahorkai Beszélgetések), интервјуи
- 2010: Állatvanbent, заједно са Максом Нојманом, колаж прозе и слика
- 2012: Он нити одговара нити поставља питања: Двадесет пет разговора на исту тему (Nem kérdez, nem válaszol. Huszonöt beszélgetés ugyanarról), интервјуи.
- 2013: Музика и књижевност бр. 2, специјално издање часописа са текстовима Краснахоркаија и есејима о његовом делу Беле Тара и Макса Нојмана.[22]
- 2017: Пројекат Менхетн, књижевни дневник са фотографским есејем

### Кратке приче
- 1984: Прича о Богдановичу ("El Bogdanovichtól") у књизи Твоје краљевство дође: 19 кратких прича 11 мађарских аутора (стр. 64–79).
- 1986: Последњи чамац ("Az utolsó hajó")) у књизи Твоје краљевство дође: 19 кратких прича 11 мађарских аутора (стр. 53–63).
- 1990: Најновије, у Торину ("Legkésőbb Torinóban"), укључено у The World Goes On
- 1998: Исаија је дошао ("Megjött Ézsaiás"), укључен у War & War
- 1999: Неми до глувих ("Néma a süketnek"), укључено у The Hungarian Quarterly (стр. 49-55)
- 2001: Не на Хераклитском путу ("Nem a hérakleitoszi úton"), укључено у The World Goes On
- 2002: Свет иде даље ("Megy a világ előre"), укључен у The World Goes On .
- 2003: Сто људи све испричано ("Talán száz ember összesen"), укључено у The World Goes On
- 2005: Bolyongás állva, укључен у The World Goes On
- 2008: Спуст на шумском путу ("Lefelé egy erdei úton"), укључен у The World Goes On
- 2009: A sebességről, укључен у The World Goes On
- 2010: Számla: Palma Vecchiónak, Velencébe,  укључен у The World Goes On
- 2010: Nine Dragons Crosing, укључено у The World Goes On

### Сценарији за филмове
- 1988: Проклетство (Kárhozat), у режији Беле Тара
- 1989: Последњи чамац (Az utolsó hajó), у режији Беле Тара
- 1994: Сатантанго (Sátántangó) режија Бела Тар
- 1997–2001: Веркмајстерске хармоније (Werckmeister harmóniák), у режији Беле Тара
- 2007: Човек из Лондона (A Londoni férfi), у режији Беле Тара
- 2011: Торински коњ (A torinói ló), у режији Беле Тара